# Liste der Biografien/Wob
Liste der Biografien |
Portal Biografien |
Personensuche
# |
A |
B |
C |
D |
E |
F |
G |
H |
I |
J |
K |
L |
M |
N |
O |
P |
Q |
R |
S |
T |
U |
V |
W |
X |
Y |
Z |
?
 
Wa |
Wc |
Wd |
We |
Wh |
Wi |
Wj |
Wl |
Wn |
Wo |
Wr |
Ws |
Wt |
Wu |
Ww |
Wy |
Wz
 
Woa |
Wob |
Woc |
Wod |
Woe |
Wof |
Wog |
Woh |
Woi |
Woj |
Wok |
Wol |
Wom |
Won |
Woo |
Wop |
Wor |
Wos |
Wot |
Wou |
Wov |
Wow |
Wox |
Woy |
Woz
Die Liste der Biografien führt alle Personen auf, die in der deutschsprachigen Wikipedia einen Artikel haben. Dieses ist eine Teilliste mit 48 Einträgen von Personen, deren Namen mit den Buchstaben „Wob“ beginnt.

## Wob

### Wobb
- Wobbe, Goffredo (* 1884), italienischer Ingenieur und Erfinder
- Wobbe, Michael (* 1972), deutscher V-Mann des niedersächsischen Verfassungsschutzes
- Wobbe, Otto (1868–1945), deutscher Heimatforscher und Schriftsteller
- Wobbe, Rudolf (1926–1992), deutscher Widerstandskämpfer gegen den Nationalsozialismus
- Wobbe, Theresa (* 1952), deutsche Soziologin und Hochschullehrerin
- Wöbbeking, Emmi (* 1900), deutsche Operettensängerin
- Wöbbeking, Friedrich (1835–1919), deutscher Tubist, Militär- und Königlicher Kammermusiker
- Wöbbeking, Hermann (1879–1956), deutscher Maler, Plakatkünstler, Werbegrafiker und Illustrator
- Wobben, Aloys (1952–2021), deutscher Elektroingenieur und Unternehmer
- Wobbermin, Georg (1869–1943), deutscher evangelischer Theologe
- Wobble, Jah (* 1958), britischer Musiker und Musikproduzent

### Wobc
- Wöbcken, Johann (1802–1878), deutscher Politiker

### Wobe
- Wöber, Jakob (1871–1952), deutscher Jurist
- Wöber, Karl (* 1964), österreichischer Gründungsrektor der Modul University Vienna
- Wöber, Maximilian (* 1998), österreichischer FußballspielerMaximilian Wöber (* 1998)

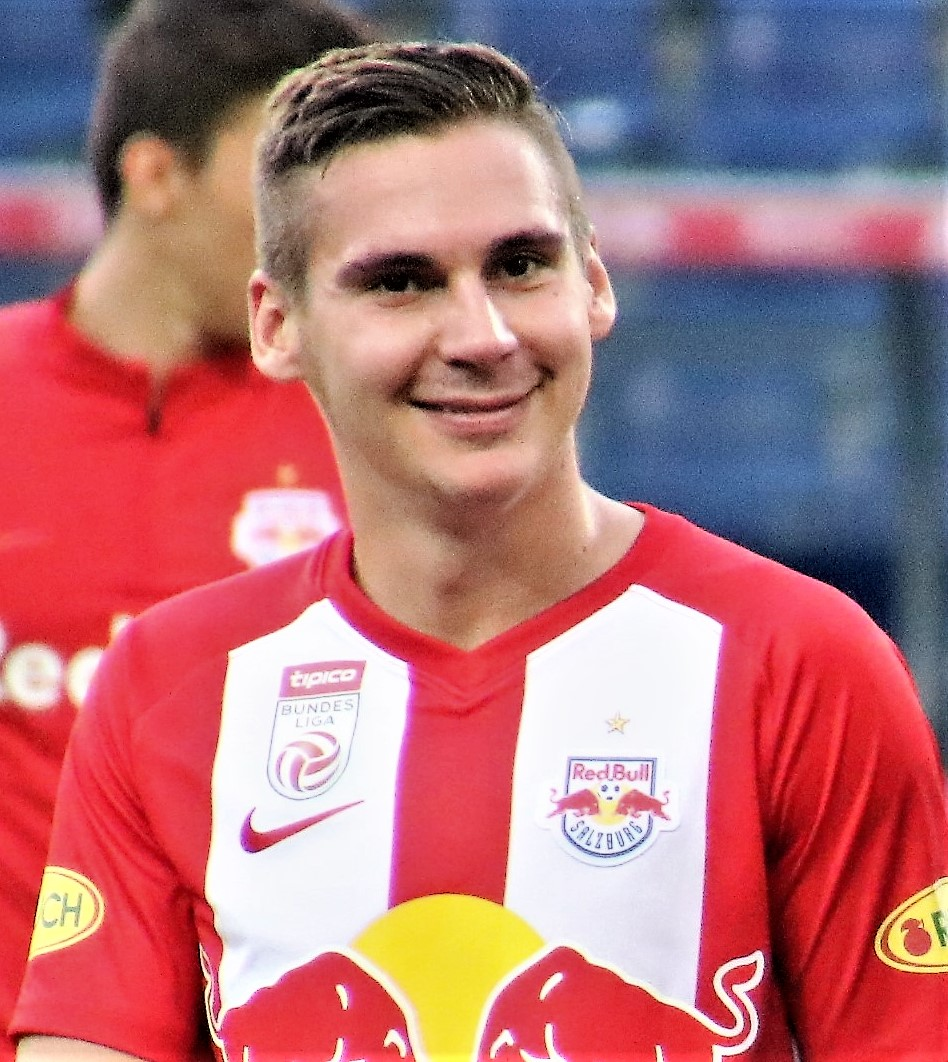
Maximilian Wöber (* 1998)

- Wöber, Rudolf (1911–1982), österreichischer Langstreckenläufer
- Wöber, Stefan (* 1964), deutscher Fußballspieler
- Wobersnow, Moritz Franz Kasimir von (1708–1759), preußischer Generalmajor der Infanterie und Generaladjutant von Friedrich II.
- Wobeser, Balthasar Ludwig von (1721–1796), Landrat des Kreises Rummelsburg
- Wobeser, Ernst Wratislaw Wilhelm von (1727–1795), Diakon der Herrnhuter Brüdergemeine, Dichter und Übersetzer
- Wobeser, Franz Dietrich von (* 1730), preußischer Landrat des Stargarder Kreises
- Wobeser, Georg Boguslav von (1653–1724), preußischer Generalleutnant, Kommandant in Pillau
- Wobeser, Hans Wotislaw von (1704–1776), Landrat des Kreises Landsberg
- Wobeser, Jacob, Kanzler in Pommern und Vertrauter von Herzog Barnim XI.
- Wobeser, Jacob Eckart von († 1743), kursächsischer Amtshauptmann, Kammerherr, Bergrat und Landeshauptmann der Oberlausitz
- Wobeser, Jacob Otto von (1738–1811), preußischer Kammerdirektor und Landrat
- Wobeser, Joachim Wocislaus von (1685–1746), preußischer General, Drost zu Moers
- Wobeser, Karl Georg Friedrich von (1750–1823), preußischer Generalleutnant, Chef des Dragoner-Regiments Nr. 14
- Wobeser, Otto Ludwig von (1745–1805), preußischer Generalmajor, Kommandant von Magdeburg, Amtshauptmann von Saatzig (Hinterpommern)
- Wobeser, Paul, Söldnerführer und Gutsbesitzer
- Wobeser, Peter Christian von (1687–1759), preußischer Landrat
- Wobeser, Peter Heinrich von (1683–1753), Kammerpräsident in Küstrin
- Wobeser, Peter von (* 1670), Kaiserlicher General
- Wobeser, Wilhelmine Karoline von (1769–1807), deutsche Schriftstellerin

### Wobi
- Wobisch, Helmut (1912–1980), österreichischer Musiker

### Wobk
- Wöbke, Gunnar (* 1967), deutscher Manager und Basketballfunktionär
- Wöbke, Thomas (* 1962), deutscher Filmproduzent
- Wobker, Ida (* 2010), deutsche Tennisspielerin
- Wöbking, Leonie (* 1994), deutsche Handballspielerin

### Wobm
- Wobmann, Walter (* 1957), Schweizer Politiker (SVP)

### Wobs
- Wöbse, Hans (1951–2012), deutscher Zahnarzt und Fußballfunktionär
- Wobser, Gerhard (* 1939), deutscher Unternehmer
- Wobser, Gunther (* 1970), deutscher Unternehmer
- Wobst, Alfred (1894–1971), deutscher Forstwissenschaftler und Hochschullehrer
- Wobst, Hans Martin (* 1943), US-amerikanischer Archäologe
- Wobst, Willy (1897–1978), deutscher Forstmeister, Beamter und Autor

### Wobu
- Wobus, Anna M. (* 1945), deutsche Biologin
- Wobus, Ulrich (* 1942), deutscher Genetiker, Molekular- und Zellbiologe